# Ерохино (Тверская область)
Ерохино — деревня в Андреапольском районе Тверской области России. Входит в состав Андреапольского сельского поселения.

## География
Расположена в 14 километрах к юго-западу от города Андреаполь. Находится на правом берегу реки Грустенька недалеко от её впадения в Западную Двину.

## История
На топографической трёхвёрстной карте Фёдора Шуберта, изданной в 1871 году, обозначена деревня Ерохина. Имела 4 двора. 
На карте РККА 1923—1941 годов обозначена деревня Ерохино. Имела 16 дворов.
До 2005 года деревня входила в состав Козловского сельского округа, с 2005 года — в составе Андреапольского сельского поселения.

## Население
| 2002 | 2010 |
| ---- | ---- |
| 0    | ↗1   |

Согласно результатам переписи 2002 года, население в деревне отсутствовало.

## Экономика
В районе деревни Ерохино расположена нефтеперекачивающая станция «Андреаполь» нефтепровода «Сургут — Полоцк» . 27 мая 2023 года станцию атаковали два беспилотника  .